# Хотимирська сільська рада
| Хотимирська сільська рада — колишній орган місцевого самоврядування у Тлумацькому районі Івано-Франківської області з адміністративним центром у с. Хотимир. Сільській раді підпорядковані населені пункти: - с. Хотимир - с. Жабокруки |

## Склад ради
Рада складається з 16 депутатів та голови.

### Керівний склад ради
| ПІБ                      | Основні відомості                                                                  | Дата обрання | Дата звільнення |
| ------------------------ | ---------------------------------------------------------------------------------- | ------------ | --------------- |
| Юзик Йосип Васильович    | Сільський голова, 1955 року народження, освіта, член Соціалістичної партії України | 26.03.2006   | 30.12.2008      |
| Капуляк Дмитро Палійович | Сільський голова, 1968 року народження, освіта, член партії Єдиний Центр           | 03.05.2009   | 31.10.2010      |
| Капуляк Дмитро Палійович | Сільський голова, 1968 року народження, освіта вища, член партії Єдиний Центр      | 31.10.2010   |                 |

Примітка: таблиця складена за даними джерела